# オットー・リーマン・フォン・ザンデルス

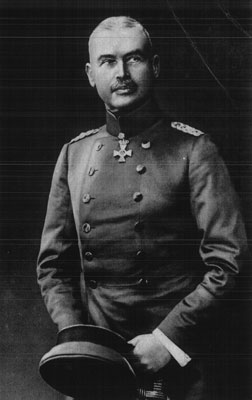
オットー・リーマン・フォン・ザンデルス

オットー・リーマン・フォン・ザンデルス（Otto Liman von Sanders, 1855年2月17日 - 1929年8月22日）は、ドイツ、オスマン帝国の軍人。騎兵大将、オスマン帝国軍元帥。

## 経歴
プロイセン王国・ポンメルンのシュトルプ（現ポーランド領スウプスク）で、オットー・ヴィクトール・カール・リーマン（Otto Victor Carl Liman）として生まれる。1874年3月、第115歩兵連隊に入隊し、1879年から第23竜騎兵連隊で勤務。1881年、軍事アカデミーで教育を受ける。1886年から第21騎兵旅団副官。1887年から参謀本部に勤務し、1891年から第20竜騎兵連隊中隊長、1893年から第22師団の参謀。1900年から第6軽騎兵連隊長、1906年から第15騎兵旅団長。1908年から第4騎兵監察部監察官、1911年から第22師団長。1913年6月、貴族に叙されて先妻アメリー・フォン・ザンデルス（Amelie von Sanders (1858年–1906年)）の名を取り姓に"フォン・ザンデルス"の名を加えた。12月、在オスマン帝国軍事使節団長となり、オスマン帝国軍の再編を指導した。
第一次世界大戦勃発と共に、オスマン帝国最高司令部附属全権代表。同時にイスタンブールに駐屯する第1軍団の指揮を委任されたが、ロシア外務省の抗議により、外交危機を引き起こした。1915年1月からオスマン帝国陸軍総監。オスマン帝国参戦後、オスマン第1軍司令官となり、黒海沿岸の防衛のために小アジアに展開した。その後、オスマン第2軍司令官。
1915年3月末、リーマンの指揮下、黒海沿岸にオスマン第5軍（5個歩兵師団、6万人）が編成され、1915年2月～1916年1月のダーダネルス防衛で活躍した。1915年8月、リーマンの部隊（14個師団）は、ガリポリに上陸した英仏連合軍の攻勢を停滞させ、撤収を余儀なくさせた。ガリポリでの勝利後、リーマンは「東のヒンデンブルク」と賞賛された。作戦終了後、リーマンは海峡地区に留まり、イズミルに3万6千人、デンジリに3万人、ディナルに3万人を管轄した。1916年1月10日、柏葉付プール・ル・メリット勲章を授与された。
1918年2月、エーリッヒ・フォン・ファルケンハイン将軍の代わりに、パレスチナのF軍集団（別名「稲妻」部隊）司令官に就任。F軍集団には、第4軍（アフメト・ジェマル・パシャ）、第7軍（ムスタファ・ケマル・パシャ）、第8軍（ジェヴァード・パシャ）の計3万4千人が存在した。後に、第2軍（ニハド・パシャ）も編入された。1918年2月末～3月初めに攻勢を計画したが、戦力不足だった。2月21日、イギリス軍はイエリホンを占領。オスマン軍の崩壊が始まると、エドモンド・アレンビー将軍指揮下のイギリス軍はパレスチナ作戦を開始し、10月1日にダマスカス、6日にベイルート、26日にアレッポを奪取し、パレスチナとシリアの大部分を占領した。軍集団は撃破され、将兵の大部分（7万5千人）が捕虜となった。10月5日、オスマン帝国政府は連合国に和平を要請し、10月30日に締結されたムドロス休戦協定により、10月31日、停戦が成立した。
1918年10月31日、リーマンはムスタファ・ケマル・パシャに指揮権を移譲したが、公式には1919年3月17日まで司令官だった。
1919年2月、マルタで戦争犯罪の廉で逮捕されるが6カ月後に釈放され、ドイツに帰国後退役。ミュンヘンに居を定めて再婚し、1927年にマルタで執筆した回想録を発表して2年後に死去した。
　

## 著書
- Fünf Jahre Türkei, Scherl, Berlin, 1927 （『トルコでの5年間』）